# 12355 Coelho
A 12355 Coelho (ideiglenes jelöléssel (12355) 1993 QU3) a Naprendszer kisbolygóövében található aszteroida. Eric Walter Elst fedezte fel 1993. augusztus 18-án.

## Kapcsolódó szócikk
- Kisbolygók listája (12001–12500)